# Pathogenese
Die Pathogenese  oder abgekürzt Genese (aus altgriechisch πάθος páthos, deutsch ‚Leiden(schaft), Sucht, Pathos‘ und γένεσις, génesis „Entstehung, Schöpfung, Geburt“), früher auch Pathogenie, beschreibt die Entstehung und Entwicklung einer Krankheit mit allen daran beteiligten Faktoren aus Krankheitsursachen (Ätiologien). Zu diesen Faktoren zählt auch die Beobachtung des Krankheitsverlaufs, insbesondere in ursächlicher Hinsicht.
Pathomechanismus bezeichnet den mit naturwissenschaftlichen Methoden erfassbaren Ablauf eines Krankheitsprozesses. Der Begriff steht für die Kausalkette von Körpervorgängen, die insgesamt zu einer Krankheit führen. Pathomechanismen können sich u. a. auf Zellebene, Organebene oder auch zwischen Organsystemen abspielen. Die Ursachen einer Erkrankung werden speziell von der Ätiologie abgehandelt.

## Kausale und formale Pathogenese
Unterschieden wird die kausale von der formalen Pathogenese. Die kausale Pathogenese beschreibt den Zusammenhang von Noxe, Krankheitsursache und Disposition und damit – verkürzt dargestellt – die Veranlagung des Individuums zu erkranken. Die formale Pathogenese behandelt die funktionellen und strukturellen Krankheitsprozesse im Individuum wie die Veränderung an den Organen und ihrer Funktion im Ablauf einer Krankheit.
Am Beispiel eines grippalen Infektes dargestellt: Das Virus ist die Ätiologie. Die Gesamtsituation, in der sich das Individuum vor dem Kontakt mit dem Virus befindet, ist die kausale Pathogenese. Die entzündlichen Prozesse gehören zur formalen Pathogenese.
Die formale Pathogenese fragt, auf welche Weise Krankheiten entstehen, also nach dem Wie, die kausale Pathogenese hingegen nach dem Warum. Die Problematik der formalen Pathogenese liegt für den Pathologen darin, dass die Krankheit in der Zeit verläuft, man aber in der wissenschaftlichen Betrachtung immer den aktuellen Augenblick erfasst. Der Pathologe ist gezwungen, den Ablauf des Krankheitsgeschehens aus einer Serie von Momentaufnahmen zu rekonstruieren.

## Psychosoziale Faktoren
Die psychosomatische oder personalistische Medizin stellt bei der Entstehung von Krankheiten neben biologischen verstärkt psychosoziale Faktoren in den Vordergrund. Sie versteht unter Pathogenese allgemein eine durch Einschränkung der individuellen Handlungsfähigkeit bedingte Leidensentstehung. Ziel dieser Betrachtungsweise ist, Verständnis für die Funktion biopsychischer Regulationsprozesse zu erlangen und patienteneigene Kompensationsfähigkeiten zu fördern.